# Вологі ліси Магдалени та Ураби
Вологі ліси Магдалени та Ураби (ідентифікатор WWF: NT0115) — неотропічний екорегіон тропічних та субтропічних вологих широколистяних лісів, розташований на півночі Колумбії.

## Географія
Екорегіон вологих лісів Магдалени та Ураби охоплює рівнини Північної Колумбії, простягаючись від центральної та нижньої частини долини Магдалени на північ до узбережжя Карибського моря та на північний захід до узбережжя затоки Ураба. На північному сході він переходить у сухі ліси долини Сіну та у склерофітні чагарники Гуахіри і Барранкільї, на заході — у вологі ліси Чоко та Дар'єну, а в горах і долинах Анд на півдні — у гірські ліси Північно-Західних Анд, у гірські ліси долини Кауки та у гірські ліси долини Магдалени. На узбережжі Карибського моря зустрічаються ділянки мангрових лісів, які є частиною екорегіону мангрів Магдалени та Санта-Марти.
Південно-східна частина екорегіону, яка включає долину Магдалени, обмежена горами Східного та Центрального хребтів Колумбійських Анд, а південно-західна частина регіону межує із горами Західного хребта. Більша частина екорегіону лежить у межах горбистої Карибської рівнини, однак також включає кілька ізольованих гірських хребтів, такі як Серранія-де-Арібе, Серранія-де-Сан-Херонімо, Серранія-де-Аяпель та Серранія-де-Сан-Лукас, які є північним продовженням Анд і подекуди підіймаються на висоту до 2000 м над рівнем моря.
Головною річкою екорегіону є Магдалена, однак через його територію течуть й інші великі річки, такі як Каука, Нечі, Сан-Хорхе та Сіну. В центральній частині екорегіону, в області Ла-Мохана, річки утворюють велику систему боліт, заплавних озер та інших водно-болотних угідь, відомих як "сьєнагас", що мають велике значення для місцевих та перелітних водоплавних птахів. Найбільшим болотом в регіоні є Сьєнага-де-Сапатоса площею 40 000 га.

## Клімат
В межах екорегіону переважає екваторіальний клімат (Af за класифікацією кліматів Кеппена) або мусонний клімат (Am за класифікацією Кеппена). З січня по березень та з липня по серпень в регіоні спостерігаються короткі сухі сезони, а протягом решти року триває вологий сезон. Середньорічна кількість опадів коливається від 3000 мм на півночі до 4000 мм на півдні.

## Флора
Природний рослинний покрив екорегіону переважно представлений густими, високими вологими тропічними лісами з багатим підліском, а також пальмовими гаями та водно-болотною рослинністю, які переважають у заболочених районах. Серед дерев, поширених у лісах екорегіону, слід відзначити колумбійське червоне дерево (Cariniana pyriformis), голий каріокар (Caryocar glabrum), мигдалевий каріокар (Caryocar amygdaliferum), перуанське бальзамове дерево (Myroxylon balsamum), звичайне бальсове дерево (Ochroma pyramidale), високе кеш'ю (Anacardium excelsum), бразильське копалове дерево (Hymenaea courbaril), бразильське вогняне дерево (Schizolobium parahyba), бавовняне дерево (Ceiba pentandra), духмяну кедрелу (Cedrela odorata), рожеву табебую (Tabebuia rosea) та кубинську кордію (Cordia gerascanthus), а також низку різноманітних пальм. Дерева у лісах вкриті численними ліанами та епіфітами, зокрема бромеліями, ароїдами та орхідеями, яких тут нараховується понад 150 видів. Серед поширених в екорегіоні орхідей слід відзначити велетенську катлею (Cattleya warscewiczii), орхідею-метелика (Psychopsis papilio), орхідею-лебедя (Cycnoches chlorochilon) та орхідею Святого Духа (Peristeria elata). Ендеміками регіону є низка видів геліконій, зокрема жорстка геліконія (Heliconia rigida), плямиста геліконія (Heliconia lentiginosa), слабкі геліконії (Heliconia laxa) та сан-терезька геліконія (Heliconia sanctae-theresae).
Вологі ліси Магдалени та Ураби характеризуються дуже високим флористичним різноманіттям та рівнем ендемізму. Вони є частиною Тумбес-Чоко-Магдаленської гарячої точки біорізноманіття та виступають перехідною зоною між вологими лісами, поширеними на західному узбережжі Колумбії, та лісами, поширеними в Андах і Амазонії.

## Фауна
У джунглях і болотах екорегіону зустрічається багато різноманітних ссавців, таких як південноамериканські тапіри (Tapirus terrestris), білохвості олені (Odocoileus virginianus), американські мазами (Mazama americana), ошийникові пекарі (Dicotyles tajacu), бурі коати (Ateles hybridus), колумбійські ревуни (Alouatta palliata), руді ревуни (Alouatta seniculus), великі мурахоїди (Myrmecophaga tridactyla), бурогорлі лінивці (Bradypus variegatus), північні двопалі лінивці (Choloepus hoffmanni), а також пуми (Puma concolor) та ягуари (Panthera onca), найбільші хижаки Колумбії. Серед інших хижих ссавців, поширених в регіоні, слід відзначити оцелота (Leopardus pardalis), маргая (Leopardus wiedii), ягуарунді (Herpailurus yagouaroundi), сіру лисицю (Urocyon cinereoargenteus), чагарникового пса (Speothos venaticus), майконга-крабоїда (Cerdocyon thous), тайру (Eira barbara), кінкажу (Potos flavus), смугастого свинорилого скунса (Conepatus semistriatus), ракуна-крабоїда (Procyon cancrivorus) та неотропічну видру (Lontra longicaudis).
Також в екорегіоні поширені численні дрібні ссавці, зокрема чорно-білі капуцини (Cebus capucinus), низинні паки (Cuniculus paca), центральноамериканські агуті (Dasyprocta punctata), малі капібари (Hydrochoerus isthmius), рудохвості вивірки (Sciurus granatensis), тринідадські колючі торбомиші (Heteromys anomalus), південні опосуми (Didelphis marsupialis), водяні опосуми (Chironectes minimus), дев'ятипоясні броненосці (Dasypus novemcinctus), північні голохвості броненосці (Cabassous centralis) та північні тамандуа (Tamandua mexicana). Майже ендемічними представниками екорегіону є буроголові коати (Ateles fusciceps), сірорукі нічні мавпи (Aotus griseimembra), панамські нічні мавпи (Aotus zonalis), мінливі білолобі капуцини (Cebus versicolor), едипові тамарини (Saguinus oedipus), західні низинні олінго (Bassaricyon medius), сантандерські карликові білки (Microsciurus santanderensis) та мірійські лазаючі щури (Tylomys mirae).
Найбільш незвичними тваринами, яких можна зустріти на болотах екорегіону, є звичайні бегемоти (Hippopotamus amphibius). Наприкінці 1970-х років колумбійський наркобарон Пабло Ескобар привіз до Колумбії чотирьох бегемотів, яких утримував у приватному зоопарку. Після його смерті бегемоти вирвалися на свободу і оселилися в заплавах Магдалени на крайньому півдні екорегіону. Їх популяція поступово зростала і станом на 2023 рік популяція колумбійських бегемотів нараховувала близько 200 особин.
Орнітофауна екорегіону характеризується високим різноманіттям. Серед поширених в регіоні птахів слід відзначити червононогого татаупу (Crypturellus erythropus), чубату пенелопу (Penelope purpurascens), строкатого голуба (Patagioenas speciosa), велику піаю (Piaya cayana), світлочеревого ерміта (Phaethornis anthophilus), колібрі-рубіна (Chrysolampis mosquitus), синьоголового колібрі-якобіна (Florisuga mellivora), фіолетоволобого колібрі-фею (Heliothryx barroti), фіолетоволобого колібрі-лісовичка (Thalurania colombica), синьочеревого колібрі-лісовичка (Chlorestes julie), блакитноволого аріана (Polyerata amabilis), цакатла (Amazilia tzacatl), неотропічного яструба (Accipiter bicolor), чорного орла-чубаня (Spizaetus tyrannus), великодзьобого канюка (Rupornis magnirostris), скопу (Pandion haliaetus), буру сову-лісовика (Strix virgata), строкату сову-лісовика (Strix nigrolineata), чорнохвостого трогона (Trogon melanurus), жовтошийого тукана (Ramphastos ambiguus), плямистоволого аракарі (Pteroglossus torquatus), червоногорлу ятлу (Celeus loricatus), червоногузого дзьогана (Veniliornis kirkii), рудохвосту якамару (Galbula ruficauda), араукану (Ara ararauna), аракангу (Ara macao), зеленого ару (Ara militaris), синьокрилого ару (Ara severus), жовтолобого амазона (Amazona farinosa), жовтощокого амазона (Amazona autumnalis), буроплечого тіріку (Brotogeris jugularis), синьоголового папугу-червоногуза (Pionus menstruus), панамського папугу-горобця (Forpus conspicillatus), низинного сорокуша (Thamnophilus atrinucha), північного сорокуша-малюка (Sakesphorus canadensis), строкатокрилу рестингу (Formicivora intermedia), тиранового ману (Cercomacroides tyrannina), білобокого кадука (Myrmotherula axillaris), строкатоголового дереволаза (Lepidocolaptes souleyetii), золотоголового манакіна (Ceratopipra erythrocephala), пурпурового плодоїда (Querula purpurata), тропічного тирана (Tyrannus melancholicus), жовтоголового тирана (Tyrannulus elatus), панамського копетона (Myiarchus panamensis), синьоброву паю (Cyanocorax affinis), білогорлого поплітника (Pheugopedius fasciatoventris), білобрового різжака (Campylorhynchus griseus), тигрового різжака (Campylorhynchus zonatus), амазонійського шпалюшка (Microcerculus marginatus), золотодзьобого тихоголоса (Arremon aurantiirostris), золотоголового трупіала (Icterus auricapillus), блакитного цукриста (Dacnis cayana) та церебу (Coereba flaveola).
У водно-болотних угіддях екорегіону зустрічаються численні місцеві та мігруючі водоплавні та коловодні птахи, зокрема міктерії (Mycteria americana), чорні ібіси (Phimosus infuscatus), великі чепури (Ardea alba), кокої (Ardea cocoi), рожеві косарі (Platalea ajaja), білогорлі погоничі (Laterallus albigularis), сірошиї пастушки (Aramides cajaneus), північні шилохвости (Anas acuta), американські свищі (Anas americana), північні широконіски (Anas clypeata), руді чирянки (Spatula cyanoptera), блакитнокрилі чирянки (Spatula discors), мускусні качки (Cairina moschata), червонодзьобі свистачі (Dendrocygna autumnalis), білоголові свистачі (Dendrocygna viduata), руді свистачі (Dendrocygna bicolor), амазонійські рибалочки (Chloroceryle amazona), неотропічні рибалочки-чубані (Megaceryle torquata) та майже ендемічні колумбійські чайї (Chauna chavaria). Також майже ендемічними представниками екорегіону, поширеними в лісах у інших частинах Колумбії, є рудокрилі чачалаки (Ortalis garrula), зелені колібрі-лісовички (Chrysuronia goudoti), колумбійські колібрі-смарагди (Chlorostilbon gibsoni), білохвості трогони (Trogon chionurus), колумбійські гіли (Melanerpes pulcher), червоногруді дятли-кардинали (Campephilus splendens), панамські лінивки-смугохвости (Nystalus radiatus), чорноволі лінивки-строкатки (Notharchus pectoralis), сіродзьобі лінивки-коротуни (Nonnula frontalis), рудогорлі лінивки-жовтооки (Hypnelus ruficollis), панамські якамари (Brachygalba salmoni), плямистобокі бородатки (Capito maculicoronatus), чокоанські сплюшки (Megascops centralis), золотоголові каїки (Pyrilia pyrilia), карибські горнеро (Furnarius longirostris), чорні сорокуші (Thamnophilus nigriceps), колумбійські кущівники-товстодзьоби (Clytoctantes alixii), західні кадуки (Myrmotherula pacifica), жовті манакіни-короткокрили (Manacus vitellinus), венесуельські котинги (Cotinga nattererii), чорноголові аруни (Myiornis atricapillus), південні криводзьоби (Oncostoma olivaceum), жовтоброві віреони (Vireolanius eximius), сірогорлі комароловки (Polioptila schistaceigula), смугастогруді поплітники (Cantorchilus leucopogon), пістрявобокі гутурами (Euphonia fulvicrissa), чорні коноти (Psarocolius guatimozinus), колумбійські габії (Habia gutturalis), білощокі тамаруго (Conirostrum leucogenys), сірі танагри (Tangara inornata), червоноброві танагри-інки (Heterospingus xanthopygius) та нікарагуанські танагри-жалібниці (Tachyphonus delatrii).
Серед поширених в екорегіоні плазунів слід відзначити гострорилого крокодила (Crocodylus acutus), крокодилового каймана (Caiman crocodilus), магдаленську черепаху (Podocnemis lewyana), вугільну черепаху (Chelonoidis carbonarius), майже ендемічну жаб'ячу черепаху Даля (Mesoclemmys dahli), звичайного удава (Boa constrictor), звичайну ігуану (Iguana iguana) та золотого тегу (Tupinambis teguixin), а серед амфібій — рідкісну ендемічну плямисту сачатамію (Sachatamia punctulata). У водно-болотних угіддях регіону зустрічаються численні прісноводні та солоноводні види риб.

## Збереження
Значна частина лісів екорегіону була знищена та перетворена на сільськогосподарські угіддя, однак у деяких районах, зокрема в горах Серранія-де-Сан-Лукас, все ще зберігаються ділянки відносно незайманих тропічних лісів. Основними загрозами для збереження природи регіону є вирубка лісів, розвиток сільського господарства, зокрема скотарства, видобуток корисних копалин, а також забруднення водойм.
Оцінка 2017 року показала, що 5200 км², або 7 % екорегіону, є заповідними територіями. Природоохоронні території включають Лісовий заповідник Ла-Магдалена, а також кілька природних заповідників, спрямованих на збереження місцевих водно-болотних угідь. 